# Czyżów (rejon złoczowski)
Czyżów (ukr. Чижів) – wieś w rejonie złoczowskim obwodu lwowskiego Ukrainy.
Do scalenia w 1934 r. w II Rzeczypospolitej miejscowość była siedzibą gminy wiejskiej w powiecie złoczowskim województwa tarnopolskiego.
W lutym 1940 NKWD zesłało na Syberię 15 polskich rodzin (72 osób). W latach 1939–1945 nacjonaliści ukraińscy z OUN-UPA zamordowali tutaj w czasie kilku napadów 25 Polaków. Na wiosnę 1945 Służba Bezpieczeństwa OUN zamordowała też 12 Ukraińców.
Na podstawie Słownika geograficznego Królestwa Polskiego i innych krajów słowiańskich Czyżów to: wieś w powiecie złoczowskim, położona 1,5 mili na południe od sądu powiatowego, stacji kolejowej i urzędu poczty i telegrafu w Złoczowie.